# Eleição municipal de Florianópolis em 1965
A eleição municipal de Florianópolis em 1965 ocorreu em 3 de outubro do mesmo ano. Nessa eleição, a população votou apenas para prefeito..
Foi a primeira e única eleição direta para esses cargos realizada durante o período da ditadura militar. Após a edição do Ato Institucional n.º 3 em 1966, os prefeitos das capitais estaduais não seriam mais eleitos pelo voto popular, mas sim nomeados diretamente pelos governadores - eram os chamados prefeitos biônicos. Somente a partir de 1985, com a redemocratização do Brasil, os prefeitos voltariam a ser eleitos por voto direto da população.
Foi a última disputa na capital entre o PSD) liderado por Aderbal Ramos da Silva, e a UDN comandada pela família Bornhausen. Diferente da disputa estadual, onde as duas legendas se revezavam no poder, em Florianópolis, apesar de disputa sempre apertada, o PSD) sempre saio-se vencedor.
Natual de Florianópolis, Acácio Garibaldi Santiago foi o último prefeito eleito de Florianópolis antes de o regime militar suspender as eleições para prefeitos das capitais. Governou a cidade entre 1966 e 1970. Na sua administração, introduziu o planejamento urbano e incentivou a exploração do turismo na cidade. Os estudos de desenvolvimento realizados durante o seu mandato deram origem ao primeiro Plano Diretor de Florianópolis, que seria publicado em 1974.

## Resultado da eleição para prefeito
Segundo os arquivos do Tribunal Regional Eleitoral de Santa Catarina foram apurados 34.499 votos nominais (?), 623 votos em branco (?) e 1559 votos nulos (?), e 4353 de abstenção, resultando no comparecimento de ? eleitores.
| Candidatos a prefeito | Candidatos a vice-prefeito | Número | Coligação                                              | Votação | Percentual |
| --------------------- | -------------------------- | ------ | ------------------------------------------------------ | ------- | ---------- |
| Acácio Garibaldi PSD  | ? PRP                      | 41     | Aliança Social Trabalhista (PSD, PTB)                  | 18.826  | 54,56%     |
| Nelson Amin UDN       | ? UDN                      | 22     | União Democrática Cristã e Libertadora (UDN, PDC e PL) | 15.673  | 45,44%     |